# Барр, Мартин
Мартин Ланселот Барр (англ. Martin Lancelot Barre; 17 ноября 1946, Kings Heath, Бирмингем, Уэст-Мидлендс, Англия) — британский рок-музыкант.
Наиболее известен как гитарист группы Jethro Tull, игравший в ней с 1969 по 2011. Он принял участие в записи всех её альбомов, кроме самого первого — This Was и двух последних  — The Zealot Gene (2022) и RökFlöte (2023). Его стиль представляет собой смесь блюза в стиле Джеффа Бэка и Эрика Клэптона с барочными элементам прогрессивного рока начала 1970-х и традиционных европейских звуков народной музыки. Помимо гитары он играл на саксофоне, флейте и других инструментах. Выпустил четыре сольных альбома.
В конце 2011 года Мартин Барр заявил, что, по крайней мере, на два года покидает Jethro Tull. В 2012 он гастролировал с новой группой под названием "New Day", в которой играл ещё один бывший участник Jethro Tull — Джонатан Нойз. В 2013 году состав группы изменился. Основу выпущенных дисков и гастрольных выступлений составляют композиции Jethro Tull.

## Сольная дискография

### Студийные альбомы
- 1992 — A Summer Band
- 1994 — A Trick of Memory
- 1996 — The Meeting
- 2003 — Stage Left
- 2013 — Away with Words
- 2014 — Order Of Play
- 2015 — Back to Steel

### Сборники
- 2012 — Martin Barre (двойной альбом: диск 1 — студийные треки с предыдущих альбомов, диск 2 — концертные записи).